# Jesse Plemons
Jesse Plemons (født 2. april 1988) er en amerikansk skuespiller. Han spillede Todd Alquist i sæson 5 af AMC krimidramaserien Breaking Bad fra 2012 til 2013, og i dens efterfølgerfilm El Camino: A Breaking Bad Movie (2019). Han har desuden også medvirket i film såsom The Irishman, Jungle Cruise og Bridge of Spies.

## Tidligt liv
Plemons blev født i Dallas og opvoksede i Mart, Texas, en by nær Waco. Han har en ældre søster ved navn Jill. 
Han dimitterede i 2007 fra Texas Tech University Independent School District, et fjernundervisningsprogram, som gjorde det muligt for ham at opnå sit gymnasieeksamen. Han gik på skoler i Mart og spillede amerikansk fodbold, indtil han fik flere skuespillerjob. 

## Personlige liv
Plemons indledte et forhold med Kirsten Dunst i 2016. De blev forlovet i 2017. Deres søn blev født i 2018. I 2021 blev parrets andet barn født. I februar 2022 blev begge nomineret til Oscar-priser for deres roller i The Power of the Dog. Plemons og Dunst blev gift i juli 2022.

## Filmografi

### Film
| År   | Titel                            | Role                   | Noter               |
| ---- | -------------------------------- | ---------------------- | ------------------- |
| 1998 | Finding North                    | Hobo                   |                     |
| 1999 | Varsity Blues                    | Tommy Harbor           |                     |
| 2000 | All the Pretty Horses            | Young John Grady Cole  |                     |
| 2002 | Children on Their Birthdays      | Preacher Star          |                     |
| 2002 | Like Mike                        | Ox                     |                     |
| 2003 | When Zachary Beaver Came to Town | Jay                    |                     |
| 2003 | The Failures                     | Boe                    |                     |
| 2008 | The Flyboys                      | Bully No. 1            |                     |
| 2009 | Observe and Report               | Charles                |                     |
| 2009 | Shrink                           | Jesus                  |                     |
| 2010 | Happiness Runs                   | Chad                   |                     |
| 2010 | Meeting Spencer                  | Spencer West           |                     |
| 2011 | Paul                             | Jake                   |                     |
| 2012 | The Master                       | Val Dodd               |                     |
| 2012 | Battleship                       | Jimmy "Ordy" Ord       |                     |
| 2014 | The Homesman                     | Garn Sours             |                     |
| 2014 | Flutter                          | David                  |                     |
| 2015 | Black Mass                       | Kevin Weeks            |                     |
| 2015 | The Program                      | Floyd Landis           |                     |
| 2015 | Bridge of Spies                  | Joe Murphy             |                     |
| 2016 | Other People                     | David Mulcahey         |                     |
| 2017 | The Discovery                    | Toby Harbor            |                     |
| 2017 | American Made                    | Sheriff Joe Downing    |                     |
| 2017 | Hostiles                         | Lieutenant Rudy Kidder |                     |
| 2017 | The Post                         | Roger Clark            |                     |
| 2018 | Game Night                       | Gary Kingsbury         |                     |
| 2018 | Vice                             | Kurt                   |                     |
| 2019 | The Irishman                     | Chuckie O'Brien        |                     |
| 2019 | El Camino: A Breaking Bad Movie  | Todd Alquist           |                     |
| 2020 | Snow Globe: A Breaking Bad Short | Todd Alquist           | Kortfilm            |
| 2020 | I'm Thinking of Ending Things    | Jake                   |                     |
| 2021 | Judas and the Black Messiah      | Roy Mitchell           |                     |
| 2021 | Jungle Cruise                    | Prince Joachim         |                     |
| 2021 | The Power of the Dog             | George Burbank         |                     |
| 2021 | Antlers                          | Sheriff Paul Meadows   |                     |
| 2022 | Windfall                         | CEO                    | Producer            |
| 2023 | Killers of the Flower Moon       | Tom White              | Post-produktion     |
| TBA  | And                              |                        | I gang med filmning |